# Ai no Imi wo Oshiete!
 (mars 2012).
Si vous disposez d'ouvrages ou d'articles de référence ou si vous connaissez des sites web de qualité traitant du thème abordé ici, merci de compléter l'article en donnant les références utiles à sa vérifiabilité et en les liant à la section « Notes et références ».
Singles de W
Koi no Fuga
(2005) Miss Love Tantei
(2005)
 Ai no Imi wo Oshiete!  (愛の意味を教えて!, ou Ai no Imi o Oshiete!) est le cinquième single du groupe de J-pop W, sorti en 2005.

## Présentation
Le single sort le 18 mai 2005 au Japon sous le label zetima, écrit et produit par Tsunku. Il atteint la 11e place du classement de l'Oricon, et reste classé pendant cinq semaines, pour un total de 21 408 exemplaires vendus durant cette période. Il sort également au format « Single V » (DVD contenant le clip vidéo) deux semaines plus tard, le 1er juin 2005.
La chanson-titre est utilisée comme générique d'ouverture de l'émission télévisée Cchu~nen!. Elle devait figurer un an plus tard sur le troisième album du groupe, W3 : Faithful, dont la sortie sera annulée à la suite de la suspension puis du renvoi de l'une des membres entrainant la séparation du duo.

## Liste des titres
Single CD
1. Ai no Imi wo Oshiete! (愛の意味を教えて!?)
2. Jinx (ジンクス?)
3. Ai no Imi wo Oshiete! (Instrumental) (愛の意味を教えて!...?)

Single V
1. Ai no Imi wo Oshiete! (愛の意味を教えて!?) (clip vidéo)
2. Ai no Imi wo Oshiete! (Dance Shot Ver.) (愛の意味を教えて!...?) (clip vidéo)
3. Making Eizo (メイキング映像?) (making of)